# Аргирос, Джордж
Джордж Ле́он Аргиро́с-ста́рший (греч. Γιώργος Αργυρός, англ. George Leon Argyros, Sr.; род. 4 февраля 1937, Детройт, Мичиган, США) — американский девелопер, филантроп и дипломат. Миллиардер. Один из самых богатых греков США и мира. Основатель, председатель совета директоров и CEO компании «Arnel & Affiliates». Бывший владелец профессионального бейсбольного клуба «Сиэтл Маринерс» (1981—1989), а также посол США в Испании и Андорре (2001—2004). Финансовое состояние оценивается в 2,4 млрд долларов (Forbes, 2017). Член Республиканской партии. Является членом советов директоров многих организаций. Лауреат Почётной медали острова Эллис (2001) и Награды Аристотеля от Американо-греческого прогрессивного просветительского союза (AHEPA) (2002). Один из самых известных и активных представителей греческой общины США и греческой диаспоры в целом.

## Биография

### Ранние годы, семья и образование
Родился 4 февраля 1937 года в Детройте (Мичиган, США) в семье греков Леона Джорджа и Ольги Аргиросов. Вырос в Пасадине (Калифорния), куда его семья переехала, когда ему было 11 лет. С этого момента Джордж начал работать разносчиком газеты «Pasadena Independent» и в продуктовом магазине «Good Foods Market».
Предки Аргироса иммигрировали в США из Смирны (Малая Азия, нынешняя Турция) и Фессалоник (Греция), а сам он является американцем во втором поколении. В 1898 году его дед по отцовской линии на пароходе прибыл в США и нелегально высадился в Нью-Йоркской бухте, откуда добрался до Питтсбурга (Пенсильвания), где женился на первой встретившейся гречанке в первой построенной в даунтауне греческой православной церкви (их свадьба была первой, которая проходила в этой церкви). Поселившись в боро Оукмонт, пара открыла продовольственный магазин. В их семье было семеро детей, в том числе самый старший Леон, отец Джорджа. Дед и бабка со стороны матери в начале 1900-х годов прибыли на остров Эллис, в итоге поселившись в Понтиаке (Мичиган).
В возрасте 14 лет начал работать упаковщиком продуктов в супермаркете. Позднее, уже будучи студентом вуза, он продолжил работать в бакалейной отрасли.
Служил в Армии (1954) и Военно-воздушных силах Национальной гвардии США (1959).
В 1959 году окончил Чепменский университет со степенью бакалавра в области бизнеса и экономики. С 1999 года Школа бизнеса и экономики этого учебного заведения носит его имя.
Посещал Университет штата Мичиган.

### Карьера

#### Бизнес
В 1960 году стал управляющим супермаркета в Палм-Спрингсе.
В 1962 году, получив лицензию на осуществление деятельности в сфере недвижимости, страхования и ценных бумаг, Аргирос занялся риэлторским бизнесом в округе Ориндж.
В 1963 году открыл собственное агентство недвижимости.
В 1968 году основал компанию «Arnel Development» (сегодня «Arnel & Affiliates»).
В начале 1970-х годов занялся диверсификацией бизнеса.
В 1981 году стал владельцем профессионального бейсбольного клуба «Сиэтл Маринерс». Спустя два месяца вместе с другом приобрёл авиакомпанию «Air California», которую в 1987 году выкупила компания «American Airlines». Спустя два года Аргирос продал «Сиэтл Маринерс».
В 1987 году основал частную инвестиционную компанию «Westar Capital».

#### Политика
Активно заниматься политикой начал с участия в президентской кампании Ричарда Никсона, с которым впоследствии поддерживал дружеские связи.
До 1990 года — член консультативного комитета по вопросам торговой политики и переговоров при торговом представителе США.
В 2001—2004 годах — посол США в Испании и Андорре. Многие рассматривали назначение Аргироса на должность посла как вознаграждение за его усилия по сбору средств для Республиканской партии в Калифорнии.
Занимался сбором средств для президентской кампании Джона Маккейна.

#### Филантропия: Фонд семьи Аргирос
В 1979 году Аргирос создал фонд «The Argyros Foundation», который в дальнейшем стал называться «Argyros Family Foundation» (рус. Фонд семьи Аргирос).
На протяжении многих лет супруги Джордж и Джулия Аргиросы делают пожертвования различным организациям в Южной Калифорнии, главным образом в области культуры и искусства, образования, здравоохранения, развития молодёжи и социального обеспечения.
В 2007 году вместе с супругой Джулией пожертвовал 10 млн долларов театральной компании «South Coast Repertory».
В 2011 году Аргиросы пожертвовали 5 млн долларов Центру амбулаторной хирургии Калифорнийского университета.
В 2015 году Джордж и Джулия Аргиросы пожертвовали 1,5 млн долларов Школе искусств округа Ориндж (OCSA) и 13,5 млн долларов Центру искусств имени Сегерстрёма в Коста-Месе.

## Членство в организациях
- член совета консультантов Школы бизнеса и экономики имени Джорджа Л. Аргироса Чепменского университета[7];
- попечитель Калифорнийского технологического института (в прошлом — председатель инвестиционного комитета)[9];
- член совета попечителей Центра стратегических и международных исследований;
- член Торговой палаты США (в прошлом);
- член совета попечителей Гуверовского института[7];
- член совета директоров ипотечного агентства «Freddie Mac» (1990—1993, назначен президентом США Джорджем Бушем-старшим)[9];
- член совета директоров компаний «DST Systems», «Newhall Land and Farming», «Tecstar», «Doskocil Manufacturing», «Harper Leather Bads» и «Verteq», корпораций «First American Corporation», «Rockwell International» и «Pacific Mercantile Bancorp» (в прошлом). Является акционером этих и ряда других организаций[11][9][10];
- генеральный партнёр частной инвестиционной компании «Westar Capital» (в прошлом)[9];
- член-учредитель (наряду с Роем Вагелосом, Джорджем Бехракисом, Джоном Кациматидисом, Элени Цакопулос-Куналакис, Дином Митропулосом, Анджело Цакопулосом, Джорджем Маркусом и др.) независимой организации/специального благотворительного фонда «FAITH: An Endowment for Orthodoxy & Hellenism», предоставляющего финансовую поддержку структурам Американской архиепископии для продвижения греческого православия и эллинизма в США[24];
- член совета попечителей Чепменского университета (в 1976—2001 годах — председатель (самый продолжительный срок в истории))[8];
- совладелец авиакомпании «Air California» (1981—1987)[7];
- казначей и почётный председатель совета директоров Ассоциации выдающихся американцев имени Горацио Элджера (в 1995—1998 годах — президент и CEO, в 1998—2000 годах — председатель совета директоров)[13][25];
- председатель-учредитель Никсоновского центра;
- председатель президентской библиотеки «Richard Nixon Library & Birthplace» (в прошлом);
- председатель совета директоров «Arnold and Mabel Beckman Foundation»;
- член Ордена святого апостола Андрея (с присвоением оффикия)[2];
- и др.[7][9][13]

## Награды и почести
- 1993 — Премия имени Горацио Элджера[8];
- 1997 — почётный доктор права Университета имени Пеппердайна[8][13];
- 2001 — Почётная медаль острова Эллис[12][13][14];
- 2002 — Награда Аристотеля от AHEPA[15];
- 2005 — почётный доктор гуманитарных наук Чепменского университета;
- 2005 — оффикий (титул) архонта презвитероса Вселенского Патриархата Константинополя[18][26];
- 2007 — Премия «Semper Fidelis» от стипендиального фонда Корпуса морской пехоты США;
- 2009 — Награда «Аристион» от Американо-греческого совета (Калифорния) за большой вклад в решение греческих вопросов и эллинизм в целом[27];
- 2010 — почётный доктор наук медицинского центра «City of Hope»[8];
- 2010 — Премия «За выдающиеся достижения» от благотворительного фонда «Leadership 100» Греческой Православной Архиепископии Америки, оказывающего поддержку организациям Американской архиепископии в продвижении и развитии греческого православия и эллинизма в США[28][29]. Фонд был создан в 1984 году под эгидой архиепископа Иакова[30];
- 2016 — Премия «За жизненные достижения»[31];
- и др.

## Личная жизнь
В браке с супругой Джулией имеет сына Джорджа и дочерей Лизу и Стефани. Пара проживает в Ньюпорт-Биче.
Владеет греческим языком.
Увлекается лыжным спортом, охотой, рыбалкой, катанием на лодке, гольфом и дайвингом.

## Комментарии
1. ↑  Данный вариант передачи фамилии на русский язык является транслитерационным, в то время как транскрипционным вариантом является Арджирос.